# Alūksne
Alūksne (in tedesco: Marienburg) è un comune della Lettonia di 19 558 abitanti (dati 2009)
Il titolo di città le è stato conferito nel 1920.

## Località
Il comune è stato istituito nel 2009 ed è formato dalle seguenti unità amministrative:
- Alūksne (sede comunale)
- Alsviķi
- Anna
- Ilzene
- Jaunalūksne
- Jaunanna
- Jaunlaicene
- Kalncempji
- Liepna
- Maliena
- Mālupe
- Mārkalne
- Pededze
- Veclaicene
- Zeltiņi
- Ziemeri

## Amministrazione

### Gemellaggi
- Sundbyberg